# The Eye 3: Infinity
The Eye 10 (Chino: 见鬼10; pinyin: Jian Kuǐ 10; Yale Cantonés: Gin Gwai 10; también llamada The Eye Infinity, o The Eye 3: Infinity) es una película de terror de 2005 de Tailandia y Hong Kong, dirigida por los hermanos Pang y protagonizada por Wilson Chen, Kate Yeung, Leong Isabel, Bongkoj Khongmalai, Ray MacDonald y Gu Kris. El número "10" en el título no es un indicador de la cronología en la serie de películas de El ojo. La película es en realidad la tercera de una trilogía de películas de los hermanos Pang.

## Trama
En Tailandia, Chong-Kwai (Ray MacDonald) da la bienvenida a sus amigos de Hong Kong Ted (Shen Po Lin), May (Kate Yeung), April (Isabella Leong), y Kofei (Kris Gu). Mientras que en una gira, que ven un accidente en el camino y empezar a contar historias de miedo cuando regresan a la casa Chong-Kwai. Chong-Kwai les muestra un libro titulado 10 Los Encuentros, que describe diez maneras de ver fantasmas y espíritus a través de tétricas formas. Chong-Kwai había comprado el libro de un hombre extraño, quien le ofreció un descuento, diciendo que Karma le había llevado a ella, pero Chong-Kwai descubre más tarde que había sido estafado. Pueden empezar el "juego" en cualquiera de los métodos de diez, pero hay que completa o de lo contrario será perseguido siempre. Por curiosidad, los cinco de ellos empieza a jugar.
Comienzan con el juego de vidrio espíritu, sólo Kofei ve el fantasma. La madre de Chong Kwai(una espiritualista), aparece y les advierte sobre la intromisión de lo sobrenatural. El siguiente paso implica el ir a una intersección de carretera en la noche para atraer a los espíritus hambrientos. Todos, excepto May son capaces de ver los espíritus, y May frustada insiste en que siguieran el juego a pesar de que ya se colmó la paciencia. Ellos van a un bosque a jugar a las escondidas con un gato negro, que supuestamente se rompe el encanto y les permiten ver la persona desaparecida. Sin embargo, Kofei había desaparecido misteriosamente y el gato es encontrado muerto. En la angustia, April intenta frotar la suciedad de una tumba en los ojos, pero se le cae y quedando fuera de órbita se muestra su orificio del ojo de color rojo. Ella se desmaya por el dolor a pesar de que todo era un sueño y la madre de Chong Kwai la salva por la limpieza con los ojos, le advierte que estaba muy cerca del mundo del purgatorio. La madre de Chong Kwai les dice que deben salir de Tailandia de inmediato, pero April se queda porque quiere encontrar Kofei (su novio). Una noche, April trata uno de los métodos y cepilla su pelo en frente a un espejo en la noche. Su destino es incierto.
Mientras tanto, en Hong Kong, Ted y May podrían continuar teniendo encuentros extraños. Un día de lluvia, May se encuentra en poder de un ser invisible, mientras que estaba en el metro y ella se escapa. En el autobús, el paraguas se abre de pronto y se ve una pelota de baloncesto rodar hacia atrás y adelante. Camina sobre ella y se convierte en una cabeza humana, que comienza mordiéndole el tobillo. Ella grita de horror, pero sus compañeros de viaje le dicen que  es sólo una pelota. Mientras ella está de vuelta en su apartamento del corredor, ve de nuevo el balón y comienza a seguirla. Ella lleva a cabo una "peek-a-encorvado" y ve a un niño con una cara podrida botar el balón. Ella se lanza a su apartamento en el miedo y le pide a Ted venir. A la espera de él, ella recibe una llamada sobre la desaparición de April. Ted encuentros muchos espíritus en el camino hacia el apartamento de May y se encuentra  la pelota en el pasillo, lo patea y es poseído por el fantasma. En un intento de controlar su cuerpo, su cuerpo se retuerce. Un par de pandilleros ven a Ted(retorciendo si cuerpo) y cree que es un reto a una batalla de breakdance. Ted empieza a caminar en la pared y de pie en el techo, mientras que los bailarines y observadores horrorizado huyen. Ted recupera su cuerpo y coge una chica en el pasillo, diciéndole que lo siguiera hasta el apartamento de May desaparecido. Después de ver una grabación de vídeo, se dan cuenta de que la chica es en realidad la víctima del accidente que vieron en Tailandia y su espíritu desaparece después de que Ted hace la posición de "peek-a-cargado" y la ve.
Ya en Tailandia, Chong-Kwai visita la librería para obtener respuestas del hombre que le vendió el libro maldito. Él ve que los dibujos de los personajes del libro han sido sustituidas por imágenes de sí mismo y sus amigos. Su madre lo aleja antes de que pueda averiguar algo. Al mismo tiempo, Ted y May vuelven a Tailandia para completar el juego, esperando que la maldición se romperá después de hacerlo. Se cumplió el último paso, que es, dormir mientras que está vestido con ropas tradicionales para los difuntos. Antes de eso, Chong-Kwai les dice que tienen un tiempo limitado en el purgatorio y que debe ir hacia una luz al escuchar sonar una campana. En el mundo fantasma, Ted y May puede encontrar varios fantasmas y los espíritus de Kofei y April, que les dicen que en realidad están muertos. Ted y May hacen el intento de escapar hacia la luz, al parecer teniendo éxito, pero más tarde descubren que se han convertido en espíritus también. Chong-Kwai y su madre hacen el intento de revivir a Ted y May, pero no. Antes de la película termina, el propietario de la librería siniestro se considera la venta de otra copia del libro condenado a un adolescente interesado...

## Reparto
- Wilson Chen como Teddy (Ted).
- Kate Yeung como May.
- Ray MacDonald como Chong-Kwai.
- Isabella Leong como April.
- Kris Gu como Kofei.
- Bongkoj Khongmalai como víctima de accidente.

## Las 10 formas
- Conseguir un trasplante de córnea de un donante que tiene poderes psíquicos (visto en The Eye).
- El intento de suicidio durante el embarazo (visto en The Eye 2).
- Jugar el juego de vidrio Espíritu (similar a la Ouija).
- Al tocar los palillos en un cuenco lleno de comida para tres en un cruce de carreteras para atraer a los espíritus hambrientos.
- Jugando al gato y al ratón en la noche mientras se lleva un gato negro.
- Frotar la suciedad de una tumba en los ojos.
- Abrir un paraguas bajo techo.
- Cepillar el pelo a la medianoche frente a un espejo.
- Realización de una "peek-a-encorvado" (agacharse y mirar hacia atrás entre las piernas).
- Dormir vestidos con prendas tradicionales utilizadas por los difuntos, para engañar a los muertos de que usted es uno de ellos.